# سامان قدوس
سامان قدوس (زادهٔ ۱۵ شهریور ۱۳۷۲) بازیکن فوتبال سوئدی-ایرانی است که در پست هافبک برای باشگاه فوتبال کلبا در لیگ برتر امارات و تیم ملی ایران بازی می‌کند.

## اوایل زندگی
سامان قدوس در ۱۵ شهریور ۱۳۷۲ در مالمو سوئد زاده شد. پدر و مادرش اهل اهواز و از ایرانی‌های مهاجر پس از انقلاب اسلامی بودند. او می‌گوید آشنایان زیادی در اهواز و تهران دارد و فرهنگ و سنت‌های ایرانی مانند نوروز و چهارشنبه‌سوری را با خانواده انجام می‌دهد.

## عملکرد باشگاهی

### استشوند

#### فصل ۲۰۱۶
سامان قدوس در اولین فصل حضورش در لیگ برتر سوئد، برای استشوند، ۱۰ گل به ثمر رساند. قدوس اولین گل تیمش در لیگ برتر را در اولین بازی خود در ۴ آوریل ۲۰۱۶ در برابر هامارابی به ثمر رساند. او در برابر باشگاه زادگاهش، مالمو، در ۲۲ اکتبر یک گل زد. قدوس پس از عملکرد خوب خود در فصل ۲۰۱۶، مورد توجه باشگاه آلمانی هرتابرلین و باشگاه هلندی آژاکس قرار گرفت.

#### فصل ۲۰۱۷
قدوس فصل ۲۰۱۷ را با فرم خوبی آغاز کرد و استشوند را با شش گل در شش بازی، از جمله یک گل آکروباتیک در یک چهارم نهایی مقابل ترلبورگ و یک گل در نیمه نهایی مقابل هکن به فینال جام حذفی سوئد رساند. او هفتمین گل فصل خود را در فینال جام حذفی به ثمر رساند و استشوند را با سرمربی‌گری گراهام پاتر به مرحلهٔ دوم مقدماتی لیگ اروپا ۱۸–۲۰۱۷ رساند.
قدوس در اولین بازی خود در یوفا، در پیروزی ۲–۰ مقابل گالاتاسارای در ۱۳ ژوئیهٔ ۲۰۱۷، یک گل زد و یک پاس گل داد. در بازی برگشت، قدوس با توانست فرناندو موسلرا دربیل کند و صاحب یک پنالتی شود. در یک بازی در لیگ در ۱۳ اوت، او یک گل از فاصله ۴۰ متری مقابل هامارابی در ورزشگاه تله۲ آرنا به ثمر رساند. در ۲۴ اوت، قدوس دو گل در پلی‌آف لیگ اروپا مقابل پائوک به ثمر رساند تا تیمش به مرحله گروهی این رقابت‌ها راه یابد. او اولین گل تیم را در مسابقات در اولین بازی مرحله گروهی در ۱۴ سپتامبر در مقابل زوریا لوهانسک به ثمر رساند. او در پایان فصل لیگ برتر سوئد، برندهٔ جایزهٔ بهترین مهاجم سال شد. در ۲۳ نوامبر، قدوس گل پیروزی‌بخش تیمش را در بازی برگشت مقابل زوریا لوهانسک به ثمر رساند تا باشگاه خود را به مرحله حذفی لیگ اروپا بفرستد.

#### فصل ۲۰۱۸
«من معتقدم که در بازی اول تأثیرگذارترین بازیکن قدوس بود که بازیکن فوق‌العاده‌ای است. از نظر فنی و تاکتیکی تحت تأثیر او قرار گرفتم.»

—آرسن ونگر، سرمربی آرسنال در مورد قدوس، ۲۲ فوریهٔ ۲۰۱۸.
قدوس در برد ۲–۱ تیمش در بازی برگشت مرحلهٔ ۳۲ نهایی لیگ اروپا مقابل تیم لیگ برتری آرسنال در لندن، دو پاس گل داد، اگرچه آنها در مجموع ۲–۴ شکست خوردند. او اولین گل فصل خود در لیگ را در ۱۵ آوریل در برابر گوتبورگ به ثمر رساند و یک گل از روی ضربه ایستگاهی را در ۳۰ آوریل مقابل بروماپویکارنا به ثمر رساند. در ۱۴ مه، او از روی یک ضربه ایستگاهی در مقابل ای‌آی‌کی در ورزشگاه فرندز آرنا گلزنی کرد. او در بازی بعدی در بازی دربی مقابل سوندسوال یک گل دیگر به ثمر رساند. پس از بازگشت از جام جهانی ۲۰۱۸، قدوس کاپیتان تیم باشگاهی خود بود و در پیروزی ۲–۱ در مقابل هاماربی یک گل به ثمر رساند. او یک ضربه آزاد دیگر در بازی بعدی در ۱۴ ژوئیهٔ در مقابل مالمو به ثمر رساند. قدوس در بازی بعدی مقابل ترلبورگ یک گل زد. او متعاقباً جایزه بهترین بازیکن ماه لیگ سوئد را برای عملکرد خود در ماه ژوئیه دریافت کرد.

### آمیان
در ۲۳ اوت ۲۰۱۸، قدوس با امضای قراردادی ۵ ساله به تیم آمیانکه در لیگ ۱ فرانسه حضور داشت، منتقل شد. هزینهٔ انتقال پرداخت شده به استشوند به‌عنوان ۴۰ میلیون کرون (۴ میلیون یورو) به اضافه پاداش گزارش شد که این انتقال را به سومین انتقال گران در تاریخ لیگ برتر سوئد پس از الکساندر ایساک و زلاتان ابراهیموویچ تبدیل کرد. با این حال، اوئسکا که تازه وارد لا لیگا شده بود، قبل‌تر با قدوس قرارداد امضا کرده بود، با فیفا تماس گرفت تا اعتبار قرارداد خود با قدوس را جویا شود. قدوس با باشگاه اسپانیایی قراردادی امضا کرده بود که با استشوند نیز توافق‌نامه کتبی داشت. پیش از این، استاد رنس تصمیم به امضای قرارداد قدوس گرفته بود.
قدوس اولین بازی لیگ ۱ خود را برای آمیان در ۲۵ اوت ۲۰۱۸ در برد خانگی ۴–۱ مقابل استاد رنس انجام داد و در دقیقهٔ ۵۸ یک گل برای آمیان به ثمر رساند. او به این ترتیب اولین بازیکن ایرانی شد که در لیگ ۱ بازی می‌کند.
در ۲۹ اوت ۲۰۱۹، فیفا قدوس را از تمام بازی‌ها به مدت چهار ماه به اضافه ۴ میلیون یورو جریمه برای انتقال ناموفق او به هوئسکا محروم کرد. در ۱۰ نوامبر ۲۰۲۰، دادگاه حکمیت ورزش تا حدی حکم را با حذف جریمه تایید کرد، اما استشوند از جذب بازیکنان جدید برای دو پنجره نقل و انتقالات بعدی محروم شد.

### برنتفورد
در ۲۱ سپتامبر ۲۰۲۰، قدوس با قراردادی قرضی یک ساله با یک گزینه برای قرارداد دائمی دو ساله به تیم چمپیونشیپ انگلیس، برنتفورد پیوست. او اولین بازی باشگاهی خود را در ۱ اکتبر ۲۰۲۰ با دادن پاس گل به مارکوس فورس در یک مسابقه جام اتحادیه باشگاه‌های انگلستان مقابل فولام انجام داد. او در ۹ ژانویهٔ ۲۰۲۱ در بازی جام حذفی مقابل میدلزبرو اولین گل خود را برای این باشگاه به ثمر رساند و یک پاس گل داد.
در ۱۴ ژانویهٔ ۲۰۲۱، قدوس انتقال دائمی خود را با قراردادی ۱+۲ تا تابستان ۲۰۲۳ به برنتفورد تکمیل کرد. او اولین گل لیگ خود را برای این باشگاه در ۲۰ ژانویهٔ ۲۰۲۱ در برابر لوتون تاون به ثمر رساند. در ماه مهٔ ۲۰۲۱، قدوس و برنتفورد به لیگ برتر صعود کردند، این اولین حضور برنتفورد در لیگ برتر پس از ۷۴ سال بود. او اولین بازی خود در لیگ برتر را در ۲۱ اوت ۲۰۲۱ مقابل کریستال پالاس در ورزشگاه سلهارست پارک انجام داد. قدوس اولین گل خود را در لیگ برتر در ۳۰ اکتبر ۲۰۲۱ مقابل برنلی به ثمر رساند. در ۱۴ مهٔ ۲۰۲۳، برنتفورد اعلام کرد که قدوس در پایان فصل ۲۳–۲۰۲۲ باشگاه را ترک خواهد کرد.
در ۲۵ اوت ۲۰۲۳، قدوس قرارداد خود را با  برنتفورد به مدت یک فصل تا سال ۲۴–۲۰۲۳ تمدید کرد. او اولین گل فصل خود را پس از وارد شدن به عنوان بازیکن تعویضی در پیروزی ۳–۰ مقابل برنلی در ۲۱ اکتبر ۲۰۲۳ به ثمر رساند که در ۱۰ نوامبر ۲۰۲۳ به‌ عنوان بهترین گل ماه لیگ برتر انتخاب شد. قدوس زمانی که قراردادش در پایان فصل ۲۴–۲۰۲۳ به پایان رسید توسط برنتفورد آزاد شد.

### کلبا
در ۲۹ سپتامبر ۲۰۲۴، قدوس به صورت آزاد با کلبا قرارداد امضا کرد. قدوس توانست در اولین بازی خود برای کلبا در مقابل البطائح که با نتیجهٔ ۳–۰ به پایان رسید، یک پاس گل به مهدی قایدی بدهد و بار دیگر بر روی پاس قایدی توانست گلزنی کند.

## عملکرد ملی

### سوئد
قدوس با توجه به میراث ایرانی‌اش و تابعیت سوئدی‌اش، واجد شرایط دعوت از سوی ایران و سوئد بود. در دسامبر ۲۰۱۶، قدوس توسط یانه آندرشون، سرمربی سوئد برای بازی‌های دوستانه مقابل ساحل عاج و اسلواکی دعوت شد. او اولین بازی خود را در ۸ ژانویهٔ ۲۰۱۷ در برابر ساحل عاج انجام داد و اولین گل ملی خود را برای سوئد در پیروزی ۶–۰ مقابل اسلواکی در ۱۲ ژانویهٔ ۲۰۱۷ به ثمر رساند.

### ایران
در ژوئن ۲۰۱۷، سامان قدوس فاش کرد که فدراسیون فوتبال ایران با او تماس گرفته‌است. در مصاحبه‌ای در ژوئیهٔ ۲۰۱۷، قدوس اظهار داشت اگر او توسط کارلوس کی‌روش دعوت شود، ممکن است که دعوت برای بازی در ایران را بپذیرد. او در ۲۱ اوت درخواست تابعیت ایرانی کرد و اظهار داشت که بازی برای سوئد باعث افتخار است و تصمیم او برای نمایندگی هر یک از این دو کشور «پنجاه-پنجاه» است. او در ۲۳ اوت به تیم مقدماتی جام جهانی سوئد دعوت نشد و یانه آندرشون تصمیم گرفت بازیکن‌های فوتبال خارج از کشور را انتخاب کند و اظهار داشت که قدوس اگر بخواهد می‌تواند در تیم ملی سوئد بماند و امکان دارد آینده دوباره به تیم ملی سوئد دعوت شود.

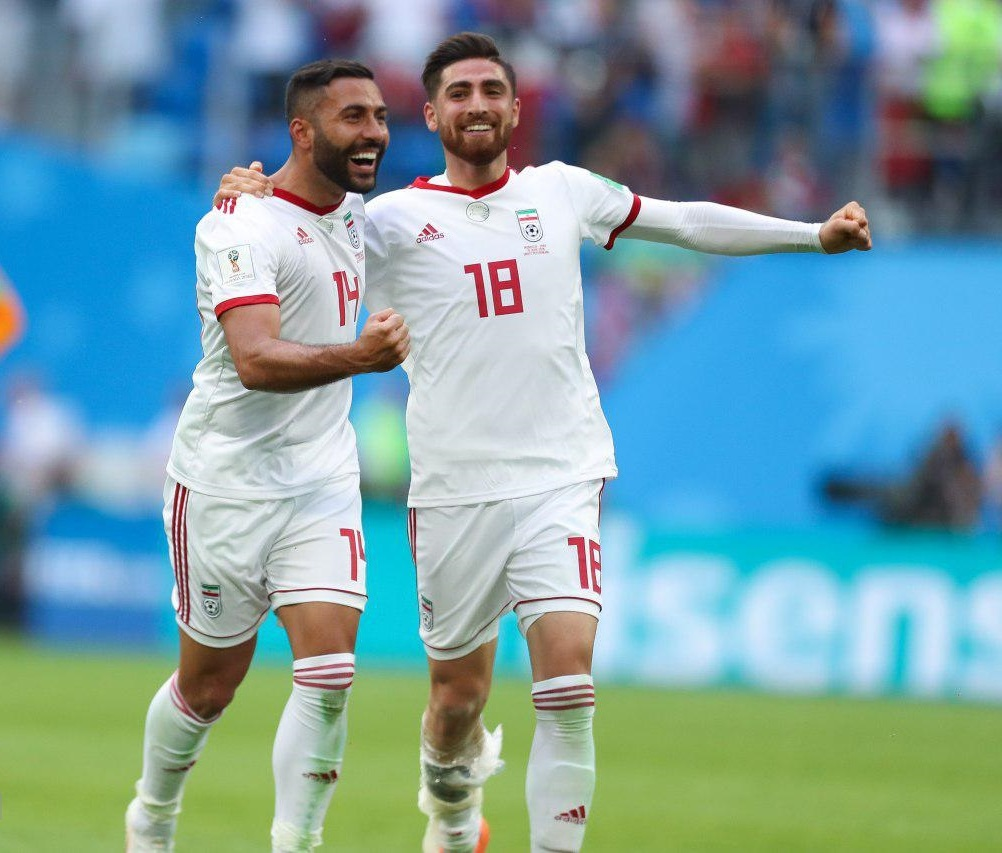
قدوس در حال بازی برای ایران در جام جهانی ۲۰۱۸

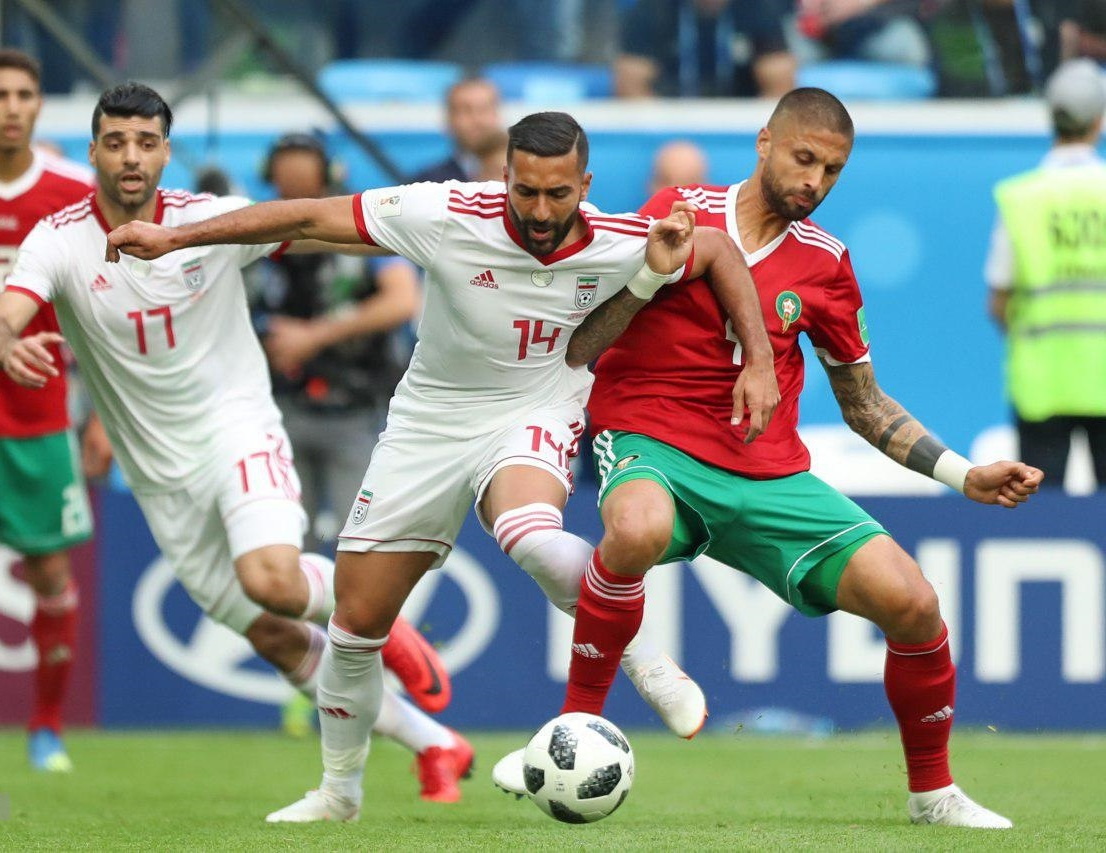
قدوس در حال برای ایران مقابل مراکش در جام جهانی ۲۰۱۸

قدوس در ۲۵ اوت ۲۰۱۷ در مصاحبه‌ای فاش کرد که پاسپورت ایرانی خود را از سفارت گرفته است. روز بعد، ۲۶ اوت ۲۰۱۷، او در صفحه اینستاگرام خود اعلام کرد که برای بازی‌های مقدماتی جام جهانی ۲۰۱۸ مقابل کره جنوبی و سوریه به ایران می‌پیوندد. قدوس برای اولین بار در ۲۷ اوت ۲۰۱۷ توسط مربی ایران، کارلوس کی‌روش برای مسابقات مقدماتی جام جهانی فوتبال ۲۰۱۸ ایران مقابل کره جنوبی و سوریه به اردوهای تیم بزرگسالان ایران دعوت شد.
پس از اینکه قدوس به دلیل مشکلات اداری با فیفا نتوانست اولین بازی خود را برای ایران انجام دهد، در ۲۷ سپتامبر برای بازی با لوکزامبورگ و هلند به تیم سوئد برای انجام این دو بازی در مقدماتی جام جهانی ۲۰۱۸ دعوت شد. با این حال، در ۲۹ سپتامبر، اتحادیه فوتبال سوئد بیانیه‌ای را در وب‌سایت خود منتشر کرد که در آن اظهار داشت قدوس این پیشنهاد را رد کرده و به جای آن بازی برای ایران را انتخاب کرده‌است. او اولین بازی خود را برای ایران در پیروزی ۲–۰ مقابل توگو در ۵ اکتبر ۲۰۱۷ انجام داد. در ۹ نوامبر، او اولین گل خود را برای ایران در بازی دوستانه مقابل پاناما به ثمر رساند.
در ۱۳ مه ۲۰۱۸، قدوس در ترکیب مقدماتی کی‌روش برای جام جهانی ۲۰۱۸ قرار گرفت. قدوس در مصاحبه‌ای با اولوف لوند در ماه مه ۲۰۱۸ اظهار داشت که اگر فدراسیون سوئد زودتر با او تماس گرفته بود، به احتمال زیاد او برای سوئد بازی می‌کرد، اگرچه او از تصمیم خود برای بازی برای ایران پشیمان نیست. هم‌تیمی او، امیل کرفت، بعداً اضافه کرد که قدوس به او گفت که دوست دارد برای سوئد بازی کند. او در ۴ ژوئن ۲۰۱۸ در فهرست نهایی ۲۳ نفره ایران برای جام جهانی ۲۰۱۸ قرار گرفت. قدوس اولین بازی خود را در جام جهانی مقابل مراکش در ۱۵ ژوئن ۲۰۱۸ انجام داد و یک ضربهٔ ایستگاهی را به ثمر رساند که منجر به پیروزی ایران در جام جهانی بعد از بیست سال شد. او در هر سه بازی ایران در جام جهانی مقابل مراکش، اسپانیا و پرتغال به‌عنوان بازیکن تعویضی استفاده شد. پس از جام جهانی در نوامبر ۲۰۱۸، قدوس با مشکلات نظام وظیفه در ایران مواجه شد.
او در فهرست نهایی کی‌روش برای جام ملت‌های آسیا ۲۰۱۹ در ۲۶ دسامبر ۲۰۱۸ قرار گرفت. در بازی افتتاحیهٔ این تیم در این مسابقات، قدوس به‌عنوان بازیکن تعویضی نیمهٔ دوم وارد زمین شد و در پیروزی ۵–۰ مقابل یمن، گل آخر را به ثمر رساند.
در نوامبر ۲۰۲۲، قدوس در ترکیب ایران برای جام جهانی ۲۰۲۲ قرار گرفت. سال بعد، قدوس در ترکیب جام ملت‌های آسیا ۲۰۲۳ ایران قرار گرفت و در مصاحبه‌ای با اولوف لوند در جریان این مسابقات عنوان کرد که بازی برای ایران با مشکلات خاصی مواجه است و صحبت‌های آنها توسط مقامات دولتی ضبط می‌شود.

## خارج از فوتبال

### زندگی شخصی
قدوس در مالمو به دنیا آمد و بزرگ شد و می‌تواند به زبان‌های انگلیسی، سوئدی و فارسی صحبت کند. پدر و مادرش متولد ایران و اهل شهر اهواز هستند.

### حمایت مالی
او با تامین‌کننده لباس‌های ورزشی نایکی قرارداد دارد و خط تولید مرکوریال بخار را می‌پوشد.

### نام
قدوس با نام سامان قدوس در مالمو متولد شد.  با تغییر تابعیت به ایران در سال ۲۰۱۷، نام سید سامان قدوس در ایران به او داده شد.

### خدمت سربازی
قدوس در سال ۱۳۹۶ پاسپورت ایرانی خود را از سفارت ایران در سوئد گرفت. او مطابق قوانین جمهوری اسلامی ایران مشمول «قانون نظام وظیفه» در مورد «فرزندان ذکور مهاجر ایرانی» شده بود. موسی کمالی، رئیس سرمایه انسانی ستاد کل نیروهای مسلح، در سال ۱۳۹۸ اعلام کرد که او مانند دیگر بازیکنان تیم ملی تا پایان ۳۰ سالگی از خدمت سربازی معاف است.

## سبک بازی
قدوس به عنوان هافبک تهاجمی، مهاجم یا وینگر بازی می‌کند و به خاطر توانایی فنی و تمام‌کنندگی دقیقش مورد ستایش قرار گرفته است.

## آمار ملی

### بازی‌های ملی
تا تاریخ ۱۰ ژوئن ۲۰۲۵
| تیم ملی  | سال      | بازی | گل | پاس گل |
| -------- | -------- | ---- | -- | ------ |
| سوئد     | ۲۰۱۷     | ۲    | ۱  | ۰      |
| سوئد     | مجموع    | ۲    | ۱  | ۰      |
| ایران    | ۲۰۱۷     | ۴    | ۱  | ۰      |
| ایران    | ۲۰۱۸     | ۱۱   | ۰  | ۰      |
| ایران    | ۲۰۱۹     | ۶    | ۱  | ۱      |
| ایران    | ۲۰۲۰     | ۱    | ۰  | ۰      |
| ایران    | ۲۰۲۱     | ۷    | ۰  | ۲      |
| ایران    | ۲۰۲۲     | ۵    | ۰  | ۰      |
| ایران    | ۲۰۲۳     | ۶    | ۰  | ۲      |
| ایران    | ۲۰۲۴     | ۱۵   | ۱  | ۲      |
| ایران    | ۲۰۲۵     | ۴    | ۰  | ۱      |
| ایران    | مجموع    | ۵۹   | ۳  | ۸      |
| مجموع کل | مجموع کل | ۶۱   | ۴  | ۸      |

### گل‌های ملی
| شماره               | تاریخ              | میزبان             | بازی ملی           | حریف               | نتیجه              | رقابت                |
| گل‌های تیم ملی سوئد  | گل‌های تیم ملی سوئد | گل‌های تیم ملی سوئد | گل‌های تیم ملی سوئد | گل‌های تیم ملی سوئد | گل‌های تیم ملی سوئد | گل‌های تیم ملی سوئد   |
| ------------------- | ------------------ | ------------------ | ------------------ | ------------------ | ------------------ | -------------------- |
| ۱                   | ۱۲ ژانویه ۲۰۱۷     | ابوظبی             | ۲                  | اسلواکی            | ۶–۰                | دوستانه              |
| گل‌های تیم ملی ایران |                    |                    |                    |                    |                    |                      |
| ۱                   | ۹ نوامبر ۲۰۱۷      | گراتس              | ۳                  | پاناما             | ۲–۱                | دوستانه              |
| ۲                   | ۷ ژانویه ۲۰۱۹      | ابوظبی             | ۱۶                 | یمن                | ۵–۰                | جام ملت‌های آسیا ۲۰۱۹ |
| ۳                   | ۹ ژانویه ۲۰۲۴      | الریان             | ۴۲                 | اندونزی            | ۵–۰                | دوستانه              |

## افتخارات

### باشگاهی

#### استشوند
- جام حذفی سوئد (۱): ۱۷–۲۰۱۶

### فردی
- بهترین مهاجم سال لیگ برتر سوئد: ۲۰۱۷[۸۰]
- بهترین بازیکن ماه لیگ برتر سوئد: ژوئیهٔ ۲۰۱۷[۸۱]
- برترین ورزشکار سال سوئد: ۲۰۱۸[۸۲]
- گل ماه لیگ برتر انگلستان: اکتبر ۲۰۲۳[۸۳]